# Abraham Adolf Fraenkel
Pour les articles homonymes, voir Fraenkel.
Abraham Adolf Halevi Fraenkel, né le 17 février 1891 à Munich et mort le 15 octobre 1965 à Jérusalem, plus connu sous le nom de Abraham Adolf Fraenkel, ou plus simplement Abraham Fraenkel, est un mathématicien d'abord allemand puis israélien.

## Biographie
Fraenkel apprend les mathématiques dans les universités de Munich, de Berlin, de Marbourg et de Breslau ; après avoir été diplômé, il est maître de conférences à l'université de Marbourg en 1916, et est promu professeur en 1922.
Fraenkel quitte Marbourg six ans plus tard, en 1928 ; après un an d'enseignement à l'université de Kiel, il part à Jérusalem en 1929, quatre ans après la fondation de l'université hébraïque de Jérusalem, où il fait le reste de sa carrière. Il devient le premier doyen de la faculté de mathématiques et est un temps recteur de l'université.
Les premiers travaux de Fraenkel concernent les nombres p-adiques de Kurt Hensel et la théorie des anneaux ; il est, néanmoins, plus connu pour son travail sur la théorie des ensembles, publiant son premier article majeur sur le sujet (« Einleitung in die Mengenlehre ») en 1919. Il poursuit sur ce sujet en 1922 et 1925. On doit à Fraenkel la mise au point de l'axiomatique de la théorie des ensembles connue aujourd'hui sous le nom de théorie de Zermelo-Fraenkel, en abrégé ZF, ZFC quand elle comprend l'axiome du choix. Il précise le système axiomatique de Zermelo et lui ajoute le schéma d'axiomes de remplacement, indispensable pour pouvoir développer certains résultats de Georg Cantor sur les ordinaux et cardinaux (schéma d'axiomes qu'a donné indépendamment Thoralf Skolem). En théorie des ensembles, il a laissé également son nom à la méthode de permutation de Fraenkel-Mostowski, qui lui a permis de montrer que l'axiome du choix n'est pas conséquence des autres axiomes de ZF, en présence d'atomes (la méthode a été précisée et généralisée par Andrzej Mostowski). Cette méthode a été reprise par Paul Cohen, en complément de sa méthode de forcing, pour montrer ce résultat en toute généralité.
Fraenkel est aussi intéressé par l'histoire des mathématiques ; il écrit sur des travaux d'algèbre de Gauss en 1920 et 1930, et publie une biographie de Georg Cantor. Il publie aussi le journal Mathématiques juives et astronomie en 1960. Après s'être retiré de l'université hébraïque, où son ancien étudiant Abraham Robinson lui succède, Fraenkel continue d'enseigner à l'université Bar-Ilan près de Tel Aviv.
Il meurt le 15 octobre 1965 à Jérusalem. Son épouse Wilhelmine est décédée en 1983 à 91 ans.